# El Chaco (canton)
El Chaco est un canton d'Équateur situé dans la province de Napo.